# Quilindaña
La Quilindaña est un volcan situé en Équateur, situé dans une région inhospitalière de la cordillère des Andes.
Son nom signifie, dans la langue Cayapa-Colorado, le « lieu où rend froid », sans doute en raison d'une nébulosité presque permanente sur les sommets, accompagnée de vents violents.
Ce volcan possède deux sommets, appelés Stübel et l'Elizalde.
Son allure générale est celle d'une pyramide rocheuse en pente, fortement érodée par les glaciers du pléistocène.